# Fülesfókafélék

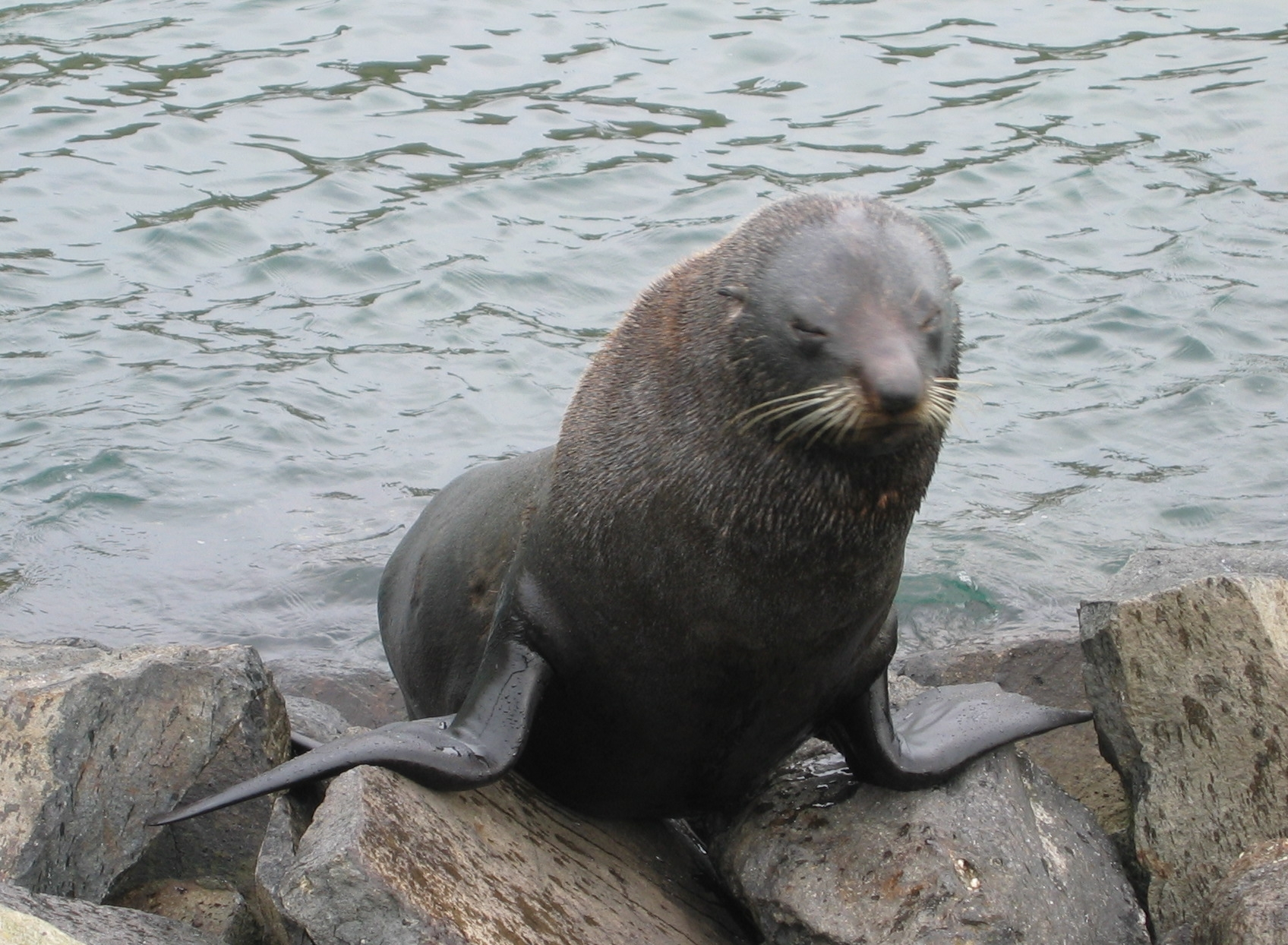
Új-zélandi medvefóka (Arctocephalus forsteri)

A fülesfókafélék (Otariidae) a ragadozók rendjének egy családja. Uszonyaik nagyok és erősek, de a valódi fókáknál kevésbé alkalmazkodtak a vízi életmódhoz. Mint nevük is mutatja, van fülkagylójuk. Hátsó úszólábaikat maguk alá tudják hajlítani, ezért a szárazföldön az emlősök többségéhez hasonlóan négy lábon járnak. A hímek heréi a hasüregen kívül, herezacskóban helyezkednek el.
A fülesfókafélék tagjai az Atlanti- és a Csendes-óceán partvidékén sokfelé megtalálhatóak, az Indiai-óceán területén azonban csak Ausztrália délnyugati-partjainál élnek. Nagytestű tengeri ragadozók.
Háremekben élnek, melyek szaporodási időszakban népes kolóniákká gyűlnek össze. Elsősorban halakkal, fejlábúakkal és rákokkal táplálkoznak.
Mintegy 7 nem és 15 ma élő és 1 kihalt faj tartozik a családba.

## Rendszerezés
A medvefókák és az oroszlánfókák megkülönböztetése mesterséges: a medvefókák prémje értékes, az oroszlánfókáké nem.
A családba az alábbi alcsaládok, nemek és fajok tartoznak:

### Arctocephalinae
- Arctocephalus (Gray, 1837) – 8 faj
  - dél-amerikai medvefóka (Arctocephalus australis)
  - új-zélandi medvefóka (Arctocephalus forsteri)
  - galápagosi medvefóka (Arctocephalus galapagoensis)
  - antarktiszi medvefóka (Arctocephalus gazella)
  - Juan Fernandez-medvefóka (Arctocephalus philippii)
  - dél-afrikai medvefóka (Arctocephalus pusillus)
  - Guadalupe-medvefóka (Arctocephalus townsendi)
  - szubantarktikus medvefóka vagy sárgatorkú medvefóka (Arctocephalus tropicalis)

- Callorhinus (Gray, 1859) – 1 faj
  - északi medvefóka (Callorhinus ursinus)

### Otariinae
- Eumetopias Gill, 1866 – 1 faj
  - Steller-oroszlánfóka (Eumetopias jubatus)

- Neophoca (Gray, 1866) – 1 faj
  - ausztráliai oroszlánfóka (Neophoca cinerea)

- Otaria (Péron, 1816) – 1 faj
  - dél-amerikai oroszlánfóka (Otaria flavescens)

- Phocarctos (Peters, 1866) – 1 faj
  - új-zélandi oroszlánfóka (Phocarctos hookeri)

- Zalophus Gill, 1866 – 3 faj
  - kaliforniai oroszlánfóka (Zalophus californianus)
  - †japán oroszlánfóka (Zalophus japonicus)
  - galápagosi oroszlánfóka (Zalophus wollebaeki)